# 齊尼亞 (密蘇里州)
齊尼亞（英語：Xenia）是位於美國密蘇里州諾德韋縣的鬼鎮。

## 歷史
齊尼亞的郵局於1857年設立，其後於1872年停運。

## 地理
齊尼亞所處的海拔為高於海平面289米（即948英呎），而該地所採用的時區為UTC-6，即北美中部時區（CST）。同時該地設有夏令時間，為UTC-6調快一小時，即UTC-5（CDT）。